# مجتمع مدني
بسم الله الرحمن الرحيم 
جامعة الجزيرة 
كلية الاقتصاد والتنميه الريفيه
قسم العلوم السياسيه والعلاقات الدوليه 
الدفعه 44
اعداد مرافئ محمد بشير 
عائشه طارق 
هيبه الطيب 
عنوان البحث 
المجتمع المدني

يشير مصطلح المجتمع المدني إلى كل أنواع الأنشطة التطوعية التي تنظمها الجماعة حول مصالح وقيم وأهداف مشتركة. وتشمل هذه الأنشطة المتنوعة الغاية التي ينخرط فيها المجتمع المدني تقديم الخدمات، أو دعم التعليم المستقل، أو التأثير على السياسات العامة. ففي إطار هذا النشاط الأخير مثلا، يجوز أن يجتمع المواطنون خارج دائرة العمل الحكومي لنشر المعلومات حول السياسات، أو ممارسة الضغوط بشأنها، أو تعزيزها (معاقبة صانعي السياسات أو مكافأتهم).
يضم المجتمع المدني مجموعة واسعة النطاق من المنظمات غير الحكومية والمنظمات غير الربحية التي لها وجودٌ في الحياة العامة وتنهض بعبء التعبير عن اهتمامات وقيم أعضائها أو الآخرين، استناداً إلى اعتبارات أخلاقية أو ثقافية أو سياسية أو علمية أو دينية أو خيرية.
ومن ثم يشير مصطلح منظمات المجتمع المدني إلى جمعيات ينشئها أشخاص تعمل لنصرة قضية مشتركة. وهي تشمل المنظمات غير الحكومية، والنقابات العمالية، وجماعات السكان الأصليين، والمنظمات الخيرية، والمنظمات الدينية، والنقابات المهنية، ومؤسسات العمل الخيري. أما الميزة المشتركة التي تجمع بين منظمات المجتمع المدني كافة، على شدة تنوعها، فهي تتمثل باستقلالها عن الحكومة والقطاع الخاص أقله من حيث المبدأ. ولعل هذا الطابع الاستقلالي هو ما يسمح لهذه المنظمات بأن تعمل على الأرض وتضطلع بدور هام في أي نظام ديمقراطي.

## تعريف المصطلح
ثمة اجتهادات متنوعة في تعريف مفهوم المجتمع المدني تعبر عن تطور المفهوم والجدل حول طبيعته وأشكاله وأدواره. فالمعنى المشاع للمفهوم هو «المجتمع السياسي» الذي يحكمه القانون تحت سلطة الدولة. لكن المعنى الأكثر شيوعاً هو تمييز المجتمع المدني عن الدولة، بوصفه مجالاً لعمل الجمعيات التطوعية والاتحادات مثل النوادي الرياضية وجمعيات رجال الأعمال وجماعات الرفق بالحيوان، وجمعيات حقوق الإنسان، واتحادات العمال وغيرها. أي أن المجتمع المدني يتكون مما أطلق عليه إدموند بيرك الأسرة الكبيرة.
في المقام الأول يهتم المرء بسبل عمله ومعيشته، ليكفي حاجته وحاجة أفراد أسرته بالغذاء والسكن وغير ذلك من لوازم الحياة. ولكن يوجد بجانب ذلك أشخاص كثيرون يهتمون بالمجتمع الذي يعيشون فيه، ويكونون على استعداد للتطوع وإفادة الآخرين. أي أن المجتمع المدني ينمو بمقدار استعداد أفراده على العطاء دون مقابل لإفادة الجماعة. هذا يعتبر من «الإيثار العام». وفي المجتمعات الديموقراطية تشجع على ذلك النشاط الحكومات.

## قضايا مثارة حول المفهوم ومصداقيته

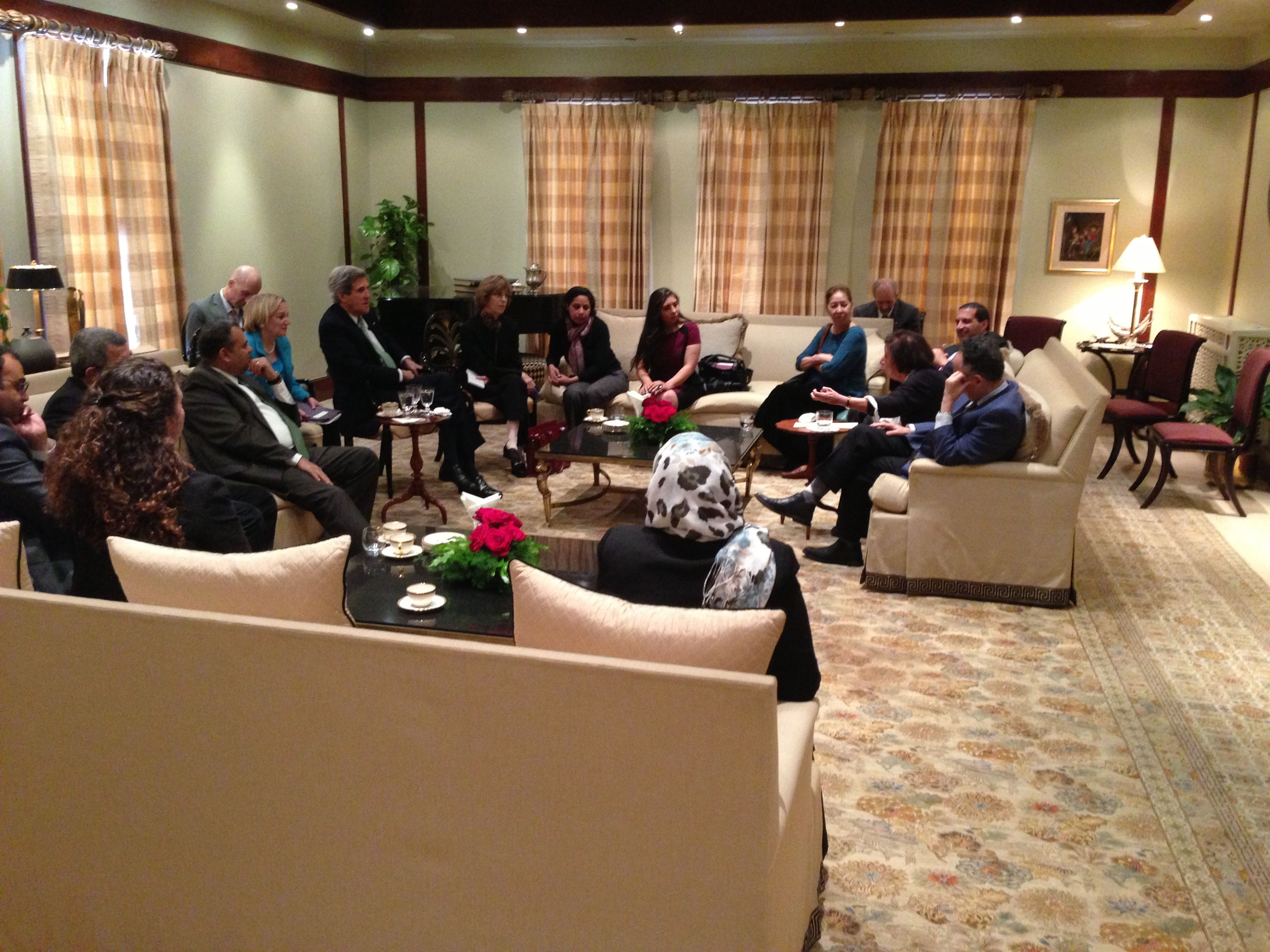
جون كيري يلتقي شخصيات من المجتمع المدني في مصر

يستخدم المجتمع المدني عادة كمفهوم وصفي لتقييم التوازن بين سلطة الدولة من جهة، والهيئات والتجمعات الخاصة من جهة أخرى فالشمولية مثلاً تقوم على إلغاء المجتمع المدني، ومن ثم يوصف نمو التجمعات والأندية الخاصة وجماعات الضغط والنقابات العمالية المستقلة في المجتمعات الشيوعية السابقة بعد انهيار الحكم الشيوعي، توصف هذه الظواهر بعودة المجتمع المدني.
ومع ذلك، يلتصق مفهوم المجتمع المدني في أغلب الحالات بدلالات معيارية وأيديولوجية. فوفقاً للرؤية الليبرالية التقليدية، يتسم المجتمع المدني بأنه مجال  تطوع  الاختيار ، والحرية الشخصية ، و  المسئولية الفردية ، تجاه المجتمع الذي يعيش فيه المرء ويريد العطاء له بما لديه من إمكانات معرفة أو إمكانات مادية. أي أن المجتمع المدني يتيح للأفراد المجال لتشكيل مصائرهم الخاصة ومساعدة الآخرين. ويفسر ذلك أهمية وجود مجتمع مدني قوى متسم بالحيوية في صورة تأسيس جمعيات تطوعية ومنتديات وجمعيات خيرية كملمح أساسي للديموقراطية الليبرالية، والتفضيل الأخلاقي لدى الليبراليين التقليديين للمجتمع المدني، وهو ما يظهر في الرغبة في تعضيد عمل الأجهزة التنفيذية في الدولة عن طريق النشاط في المجال الخاص.
وعلى النقيض من ذلك، يوضح الاستخدام الهيجلي للمفهوم أبعاده السلبية حيث يضع أنانية المجتمع المدني في مواجهة الإيثار المعزز في إطار كل من الأسرة والدولة، من ناحية ثالثة، فإن الماركسيين والشيوعيين عادة ما ينظرون إلى المجتمع المدني بصورة سلبية حيث يربطونه بالهيكل الطبقي غير المتكافئ والمظالم الاجتماعية. وتبرر مثل هذه الآراء التخلص من الهيكل القائم للمجتمع المدني كلية، أو تقليص المجتمع المدني من خلال التوسع في قوة الدولة ودورها التنظيمي. ولكن التاريخ يبين أن تلك السياسات الماركسية والشيوعية والاستبدادية قد فشلت.

## المجتمع المدني والاقتصاد
لا يقتصر المجتمع المدني على التطوع الفردي فقط بغرض تحقيق فائدة اجتماعية للناس أو تكوين اتحادات مع أناس يشتركون في ممارسة رياضة أو هواية مشتركة في أوقات الفراغ، بل تشمل أيضا حرية تأسيس شركات ومؤسسات أهلية للتجارة أو الإنتاج الصناعي. فبتزايد الشركات المساهمة التي تنشؤها الأهالي تزداد فرص العمل، ويقل العبء على الدولة لتوفير عمل لكل مواطن، ويتيح للحكومة أن تهتم بالتعليم من المدرسة الابتدائية إلى الدراسة الجامعية والتأهيل الجيد للشباب ليقوم بعد ذلك بالمشاركة الفعالة في الإنتاج. ومن واجبات الدولة بناء البنية التحتية ومثلا الاهتمام بالمواصلات وتسيير السكك الحديدية، والبريد. فالمجتمع المدني هو تضامن اجتماعي يشمل الجميع، يشمل الترابط بين صاحب العمل والعمال، ويكون للدولة والجهاز التشريعي فيها بإصدار القوانين التي تحدد علاقة صاحب العمل بالعامل والعمال، كما تصدر القوانين الخاصة بالتأمين الصحي للعمال والموظفين.
تتبع النمسا وألمانيا مفهوم المجتمع المدني على هذا المفهوم الموسع، حيث تتيح الدولة للأهالي إنشاء شركات ومؤسسات تساهمية إلى أبعد الحدود. وفي الوقت التي تقوم فيه الدولة بإنشاء المقومات الأساسية مثل بناء البنية التحتية، وتشغيل السكك الحديدية والمواني، والبريد، فهي تهتم أيضا بأن تقوم الأجهزة التشريعية بتحديد العلاقة بين صاحب العمل والعامل والعمال. فمثلا يقرر المشرع بأن يكون التأمين الصحي للعامل وذويه من القصر مناصفة بين صاحب العمل والعامل. كما ينظم المشرع تأمين العامل ضد البطالة إذا ما ساء حال شركة ما واضطرت لتسريح بعضا من عمالها. فالدولة هي التي تقوم بتحصيل تأمين البطالة من المنبع (أي من الشركة أو المؤسسة مباشرة) وتحدده وترفعه بحسب نقص أو غلاء الأسعار، وهي التي تقوم بعد ذلك بدفع إعانة البطالة للعامل بالقدر وللمدة التي حددها القانون.
معظم الشركات الألمانية والنمساوية الكبيرة، مثل سيمنز ودايملر بنز وكروب للحديد والصلب، وباير للصناعات الكيميائية وصناعة الدواء هي شركات مساهمة تمتلكها الأهالي.
فهي أدوات إنتاجية وتوفر فرص العمل والعلاقة بينها وبين العملين فيها ينظمها المشرع، فهي منظومة نشطة للتضامن الاجتماعي وتحقيق الرخاء.